# Dom pod Dwoma Orłami
Dom pod Dwoma Orłami – polski serial telewizyjny (dramat historyczny), stworzony przez Waldemara Krzystka, wyprodukowany na zlecenie TVP. Okres zdjęciowy trwał od października 2019 roku do kwietnia 2021 roku. Serial składa się z 10 odcinków, a premiera pierwszego z nich miała miejsce 1 stycznia 2023 roku w TVP1. Zdjęcia do serialu były kręcone we Wrocławiu i Wałbrzychu.

## Opis fabuły
Akcja serialu rozpoczyna się latem 1997 roku, tuż przed nadejściem fali powodziowej, która nawiedziła Wrocław i okolice w lipcu 1997. W tytułowym Domu pod Dwoma Orłami mieszka babcia Zofia, jej córka Helena i ukochana wnuczka Marianna. Gdy woda zalewa dom, nestorka rodu doznaje udaru i trafia do szpitala. Dramatyczny zbieg okoliczności doprowadza do odkrycia poniemieckich śladów, w tym pamiętnika pierwszej właścicielki domu, Lisy Weber. W ten sposób akcja serialu przenosi się do 1918 roku i przedstawia losy ówczesnych mieszkańców kamienicy.

## Obsada
- Małgorzata Zajączkowska jako Zofia Szablewska
- Karolina Gruszka jako Zofia Szablewska w młodości
- Agnieszka Mandat jako Helena Lach
- Sonia Mietielica jako Marianna Lach
- Grzegorz Małecki jako Antoni Szablewski
- Eryk Lenartowicz jako Zbyszek Szablewski, syn Zofii i Antoniego
- Jan Frycz jako ojciec Zofii
- Aleksandra Konieczna jako matka Zofii
- Mateusz Rusin jako Maurycy, brat Zofii
- Andrzej Konopka jako Jan Liski, ojczym Kazia Lacha
- Adam Ferency jako Kazimierz Lach
- Andrzej Seweryn jako Johannes Weber, ojciec Lisy i Karla
- Karolina Rzepa jako Lisa Weber / Helena Lach w młodości (2 role)
- Adrian Zaremba jako Karl Weber
- Philippe Tłokiński jako Peter Litke
- Adam Cywka jako Mecenas Dutkiewicz
- Przemysław Stippa jako Uwe Hagendorf / Otto Hissen (2 role)
- Thomas Christian jako Paul Szablewski
- Cezary Łukaszewicz jako Herbert
- Anna Seniuk jako Janina, ciotka Antoniego
- Anna Graczyk jako Maria
- Klara Williams jako Rysia
- Daria Polunina jako Aksinia
- Andrew Zhuravsky jako Wasylko, adoptowany przez Antoniego i Zofię Szablewskich po pożarze, gdy zginęła jego matka Hela
- Mateusz Osiadowicz
- Yan Polovnikov jako Kazio Lach w dzieciństwie

## Spis serii
| Seria | Odcinki   | Pierwsza emisja telewizyjna (TVP1) | Pierwsza emisja telewizyjna (TVP1) | Pierwsza emisja telewizyjna (TVP1) | Pierwsza emisja telewizyjna (TVP1) |
| Seria | Odcinki   | Sezon telewizyjny                  | Premiera serii                     | Finał serii                        | Pora emisji                        |
| ----- | --------- | ---------------------------------- | ---------------------------------- | ---------------------------------- | ---------------------------------- |
| 1.    | 1-10 (10) | zima 2023                          | 1 stycznia 2023                    | 12 marca 2023                      | Niedziela, godz. 20:20             |